# Olympische Winterspiele 2002/Teilnehmer (Lettland)
| Gelbes Symbol für Goldmedaillen mit stilisierten Olympischen Ringen | Graues Symbol für Silbermedaillen mit stilisierten Olympischen Ringen | Braundes Symbol für Bronzemedaillen mit stilisierten Olympischen Ringen |
| ------------------------------------------------------------------- | --------------------------------------------------------------------- | ----------------------------------------------------------------------- |
| —                                                                   | —                                                                     | —                                                                       |

Lettland nahm 2002 zum siebten Mal an Olympischen Winterspielen teil. Insgesamt wurden 47 Sportler nach Salt Lake City entsandt, die in acht Disziplinen antraten. Medaillen wurden keine gewonnen.
Fahnenträger bei der Eröffnungsfeier war der Eishockeyspieler Harijs Vītoliņš.

## Übersicht der Teilnehmer

### Biathlon
Frauen
- Andžela Brice
7,5 km Sprint: 58. Platz (24:32,5 min)
10 km Verfolgung: Disqualifiziert (überrundet)
15 km Einzel: 63. Platz (59:20,9 min)

Männer
- Ilmārs Bricis
10 km Sprint: 40. Platz (27:17,3 min)
12,5 km Verfolgung: 51. Platz (38:49,9 min)
20 km Einzel: 39. Platz (56:24,4 min)
4 × 7,5 km Staffel: 17. Platz (1:32:00,8 h)

- Oļegs Maļuhins
10 km Sprint: 46. Platz (27:30,7 min)
12,5 km Verfolgung: 30. Platz (36:10,5 min)
20 km Einzel: Aufgabe
4 × 7,5 km Staffel: 17. Platz (1:32:00,8 h)

- Jēkabs Nākums
10 km Sprint: 52. Platz (27:40,9 min)
12,5 km Verfolgung: 54. Platz (39:19,3 min)
20 km Einzel: 35. Platz (56:19,6 min)
4 × 7,5 km Staffel: 17. Platz (1:32:00,8 h)

- Gundars Upenieks
10 km Sprint: 65. Platz (28:11,9 min)
20 km Einzel: 71. Platz (59:56,0 min)
4 × 7,5 km Staffel: 17. Platz (1:32:00,8 h)

### Bob
Männer, Zweier
- Sandis Prūsis, Mārcis Rullis
11. Platz (3:12,60 min)

- Intars Dīcmanis, Gatis Gūts
13. Platz (3:12,68 min)

Männer, Vierer
- Jānis Ozols, Sandis Prūsis, Mārcis Rullis, Jānis Silarājs
7. Platz (3:09,06 min)

- Gunārs Bumbulis, Intars Dīcmanis, Gatis Gūts, Māris Rozentāls
12. Platz (3:09,44 min)

### Eishockey

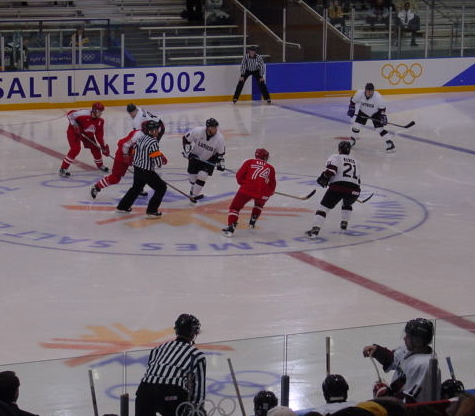
Das lettische Eishockeyteam (weiß) beim Vorrundenspiel gegen Österreich

Männer
- 9. Platz
- Kaspars Astašenko
- Aleksandrs Beļavskis
- Igors Bondarevs
- Aigars Cipruss
- Vjačeslavs Fanduļs
- Viktors Ignatjevs
- Artūrs Irbe
- Aleksandrs Kerčs
- Rodrigo Laviņš
- Aleksandrs Macijevskis
- Edgars Masaļskis
- Andrejs Maticins
- Sergejs Naumovs
- Aleksandrs Ņiživijs
- Sandis Ozoliņš
- Grigorijs Panteļejevs
- Aleksandrs Semjonovs
- Sergejs Seņins
- Kārlis Skrastiņš
- Oļegs Sorokins
- Leonīds Tambijevs
- Atvars Tribuncovs
- Harijs Vītoliņš

### Eisschnelllauf
Frauen
- Ilonda Lūse
1500 m: 35. Platz (2:04,25 min)
3000 m: 30. Platz (4:23,13 min)

### Rodeln
Frauen, Einsitzer
- Iluta Gaile
10. Platz (2:55,073 min)

- Anna Orlova
9. Platz (2:54,739 min)

- Maija Tīruma
18. Platz (2:55,931 min)

Männer, Einsitzer
- Guntis Rēķis
29. Platz (3:02,704 min)

- Mārtiņš Rubenis
Aufgabe nach 2. Lauf

- Nauris Skraustiņš
22. Platz (3:00,689 min)

Männer, Zweisitzer
- Sandris Bērziņš, Ivars Deinis
10. Platz (1:26,906 min)

### Skeleton
Männer
- Tomass Dukurs
21. Platz (1:44,67 min)

### Ski Alpin
Männer
- Ivars Ciaguns
Riesenslalom: Ausgeschieden (1. Lauf)
Slalom: 25. Platz (1:54,73 min)

### Skilanglauf
Männer
- Juris Ģērmanis
15 km klassisch: 49. Platz (41:50,1 min)
20 km Verfolgung: 51. Platz (56:13,9 min)
30 km Freistil: 58. Platz (1:22:30,4 h)